# Polska Razem

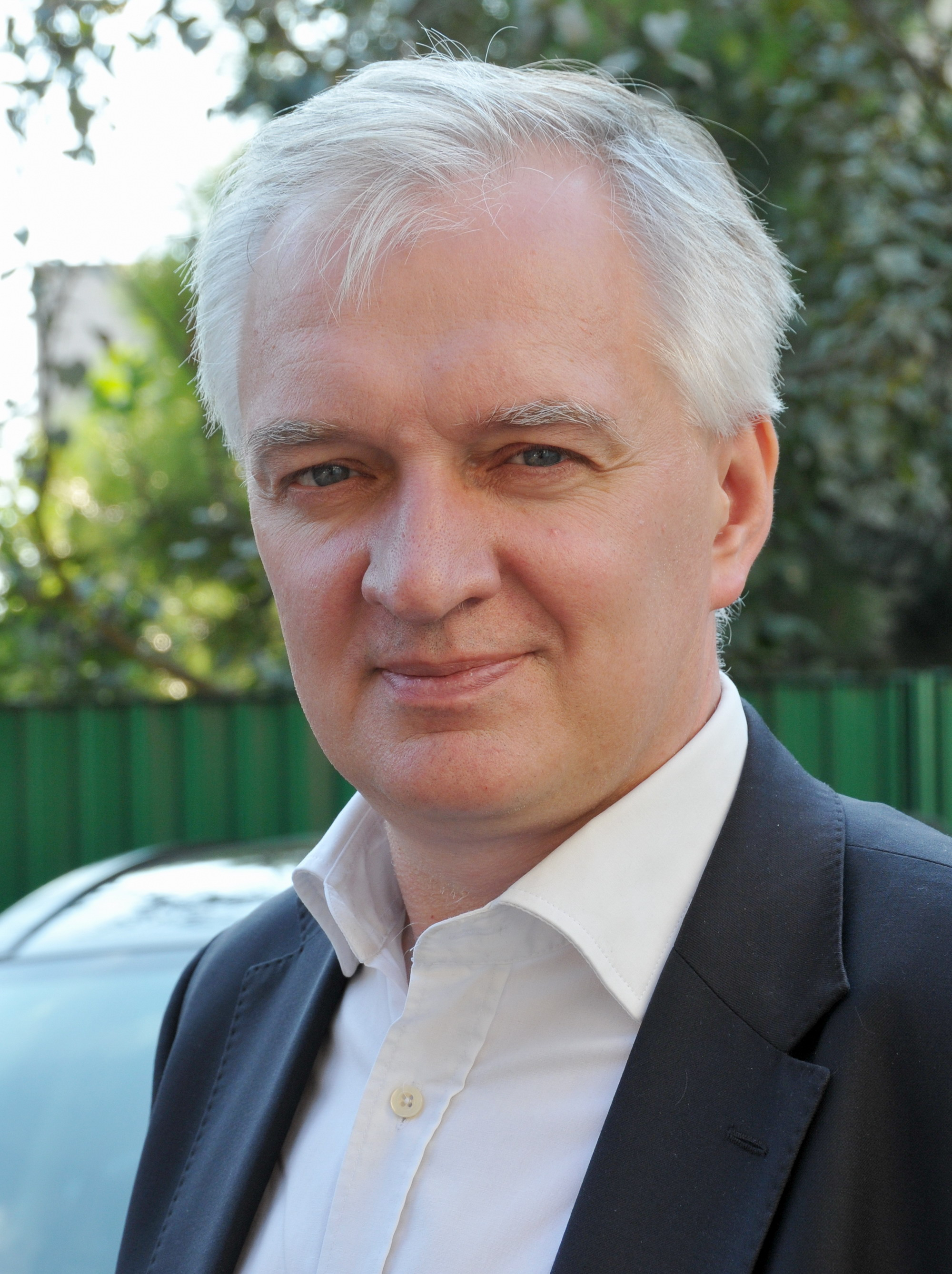
Prezes partii
Jarosław Gowin

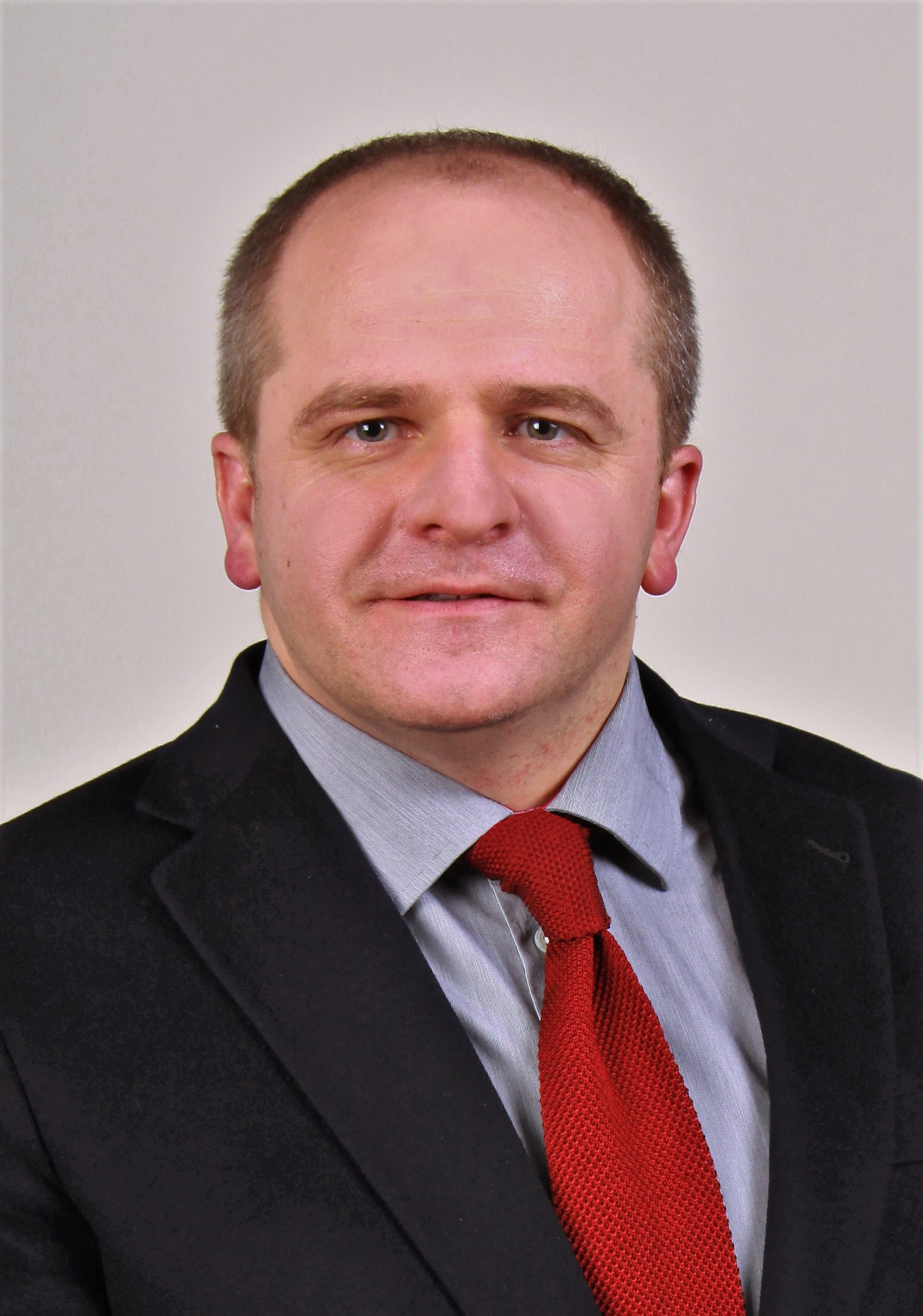
Szef rady krajowej partii Paweł Kowal

Polska Razem Zjednoczona Prawica (Polska Razem) – polska centroprawicowa partia polityczna o profilu konserwatywno-liberalnym, założona 7 grudnia 2013 przez Jarosława Gowina (który kilka miesięcy wcześniej wystąpił z Platformy Obywatelskiej), zarejestrowana postanowieniem z 14 lutego 2014. Do 6 marca 2015 działała jako Polska Razem Jarosława Gowina (PRJG). Ugrupowanie współtworzyły m.in. partia Polska Jest Najważniejsza (pod przewodnictwem Pawła Kowala), Stowarzyszenie „Republikanie” (pod kierownictwem Przemysława Wiplera, który jednak wraz ze swoimi zwolennikami wkrótce opuścił ugrupowanie) oraz część byłych działaczy PO. Wkrótce w skład partii weszło także Stronnictwo Konserwatywno-Ludowe (kierowane przez Marka Zagórskiego). Polska Razem powstała po uprzednim powołaniu ruchu społecznego „Godzina dla Polski”. 4 listopada 2017 przekształciła się w partię Porozumienie – po ponownym podjęciu współpracy z „Republikanami”, a także poprzez poszerzenie się m.in. o środowisko Chrześcijańskiego Ruchu Samorządowego.

## Historia partii
W 2013 były minister sprawiedliwości w drugim rządzie Donalda Tuska Jarosław Gowin przegrał z Donaldem Tuskiem bezpośrednie wybory na przewodniczącego Platformy Obywatelskiej (trwające od 16 lipca do 19 sierpnia), uzyskując 20,42% głosów. 9 września opuścił tę partię (w innym czasie uczynili to także m.in. dwaj inni posłowie John Godson i Jacek Żalek oraz eurodeputowany Artur Zasada). Jarosław Gowin zainicjował następnie akcję społeczną „Godzina dla Polski”, organizując konwencje regionalne i podejmując współpracę programową z gronem ekspertów, a także z partią Polska Jest Najważniejsza, Stowarzyszeniem „Republikanie” i partią Polskie Stronnictwo Demokratyczne. Do inicjatywy przyłączyła się także część byłych działaczy PO i jej młodzieżówki, jak również dotychczasowy senator Solidarnej Polski Kazimierz Jaworski. 7 grudnia 2013 na konwencji krajowej w Warszawskim Centrum Kongresowym EXPO XXI, w której wzięło udział około 1500 osób, ogłoszono powstanie partii, która przyjęła pełną nazwę „Polska Razem Jarosława Gowina”. Zaprezentowano także logo oraz przedstawiono zarys programowy formacji. Tego samego dnia podjęto również decyzję o rozwiązaniu PJN. Dwa dni później złożony został wniosek o rejestrację nowej partii. Tydzień po konwencji założycielskiej zostały ukonstytuowane tymczasowe władze ugrupowania. 20 stycznia 2014 z Polską Razem związał się eurodeputowany Adam Bielan. 1 lutego ugrupowanie przedstawiło na konwencji program dotyczący kwestii związanych z Unią Europejską pod hasłem „Wielka Polska w małej Unii”. 14 lutego sąd postanowił o rejestracji Polski Razem Jarosława Gowina jako partii. Dwa dni później Polska Razem przedstawiła swój program gospodarczy pod hasłem „Droga do bogactwa”. 20 lutego grupa działaczy „Republikanów” (na czele z Przemysławem Wiplerem i wiceprezesem PRJG Łukaszem Wróblem) opuściła ugrupowanie. 1 marca decyzję o samorozwiązaniu i włączeniu się w struktury ugrupowania podjęło Stronnictwo Konserwatywno-Ludowe (odbyła się wówczas „konwencja wiejska” Polski Razem). Kilkanaście dni później formację opuścili działacze, którzy reaktywowali (jako nieformalne ugrupowanie) Polski Blok Ludowy (na czele ze skarbnikiem PRJG Wojciechem Mojzesowiczem i Wacławem Klukowskim). W tym samym miesiącu z partią związał się poseł Andrzej Dąbrowski, który kilka dni wcześniej opuścił klub PSL. Z Polską Razem związali się dwaj radni wojewódzcy: Włodzimierz Fisiak w sejmiku łódzkim (zasiadający z klubie PO) i Piotr Zwara w sejmiku pomorskim.
Ugrupowanie zapowiedziało samodzielny start w wyborach do Parlamentu Europejskiego w 2014, odrzucając możliwość koalicji z Solidarną Polską Zbigniewa Ziobro z powodu różnic programowych. 1 lutego ugrupowanie przedstawiło na konwencji program dotyczący kwestii związanych z Unią Europejską pod hasłem „Wielka Polska w małej Unii”. Komitet Polski Razem zarejestrował (jako pierwszy) listy we wszystkich okręgach wyborczych. Hasło wyborcze partii brzmiało: „Wybierzmy Polskę. Razem!”. W ramach kampanii partia zorganizowała m.in. akcję „Żyj po polsku”. Partia uzyskała w wyborach 3,16% głosów, nie przekraczając progu wyborczego.
27 czerwca 2014 jeden z założycieli partii, poseł John Godson, decyzją prezydium zarządu został usunięty z partii w wyniku głosowania, w którym zagłosował za wotum zaufania dla rządu Donalda Tuska.
11 lipca 2014 ogłoszono powstanie Klubu Parlamentarnego Sprawiedliwa Polska, który utworzyli trzej posłowie związani z Polską Razem (dotychczas w Sejmie niezrzeszeni) wraz z 12 posłami Solidarnej Polski (wcześniej tworzącymi własne koło). Jarosław Gowin został przewodniczącym tego klubu, zaś funkcja jednego z trójki wiceprzewodniczących przypadła Jackowi Żalkowi. Do klubu dołączył wkrótce także senator PRJG Kazimierz Jaworski.
19 lipca 2014 Polska Razem i Solidarna Polska podpisały porozumienie o współpracy z Prawem i Sprawiedliwością, zakładające start z list tej partii w kolejnych wyborach (samorządowych – do większości sejmików województw – oraz parlamentarnych), a także wystawienie wspólnego kandydata na prezydenta Polski.
Część członków partii (m.in. jej wiceprezes Piotr Zając i wielu innych działaczy „Republikanów”) przeszła do Kongresu Nowej Prawicy (a następnie do KORWiN; Piotr Zając powrócił później do Polski Razem).
W wyborach samorządowych w 2014 członkowie Polski Razem startowali do sejmików w 14 województwach z list PiS (w tym w lubuskim, gdzie jednak lider regionalny poparł komitet Lepsze Lubuskie). Do sejmiku wielkopolskiego PRJG wystartowała z list komitetu Teraz Wielkopolska, a do śląskiego z listy komitetu Niezależny Samorząd Województwa Śląskiego. W skali kraju partia uzyskała 8 mandatów radnych wojewódzkich z list PiS: po dwa w województwach podkarpackim i podlaskim, a po jednym w dolnośląskim, kujawsko-pomorskim, łódzkim i małopolskim (zasiedli oni w klubach radnych PiS). W podkarpackim Stanisław Kruczek został członkiem zarządu województwa. Radnymi w sejmikach zostali także m.in. Włodzimierz Fisiak (ponownie) czy Andrzej Walkowiak. Na niższych szczeblach kandydaci Polski Razem startowali z list PiS, pod szyldem PRJG bądź z lokalnych komitetów, uzyskując łącznie kilkadziesiąt mandatów. W wyborach na prezydentów miast Polska Razem popierała głównie kandydatów PiS. W kilku miastach na prezydenta (głównie z ramienia lokalnych komitetów) startowali członkowie partii (większość z nich bez poparcia PiS). Do II tury w Opolu przeszedł popierany przez PiS szef wojewódzkich struktur PRJG Marcin Ociepa (startujący z lokalnego komitetu), jednak poniósł porażkę.
6 marca 2015 Polska Razem Jarosława Gowina zmieniła swoją pełną nazwę, odtąd brzmiącą „Polska Razem – Zjednoczona Prawica”. Klub parlamentarny Sprawiedliwa Polska także przyjął wówczas nową nazwę – „Zjednoczona Prawica”.
26 kwietnia tego samego roku odbył się I kongres partii. Prezesem pozostał Jarosław Gowin, który nie miał kontrkandydata. Wiceprezesami pozostali Krystyna Iglicka-Okólska (która wkrótce przestała jednak pełnić tę funkcję) i Marek Zagórski, a nowymi wiceszefami partii zostali Adam Bielan, Jadwiga Emilewicz i Marcin Ociepa. Paweł Kowal pozostał przewodniczącym rady krajowej ugrupowania. Polska Razem oficjalnie poparła kandydata PiS Andrzeja Dudę w wyborach prezydenckich. Podczas kongresu przemawiali prezesi PiS, Solidarnej Polski i Prawicy Rzeczypospolitej.
Później z Polską Razem związali się senatorowie Tadeusz Kopeć i Stanisław Iwan, którzy opuścili PO (nie przystąpili jednak do klubu ZP, ani wówczas do partii). 11 września 2015 z PO do Polski Razem (i klubu ZP) przeszedł poseł Andrzej Kania.
W wyborach parlamentarnych w 2015 kandydaci Polski Razem zgodnie z umową znaleźli się na listach PiS (dwóch członków partii znalazło się ponadto na listach komitetu Kukiz’15). Do Sejmu z list PiS zostało wybranych 6 członków partii (Michał Cieślak, Jarosław Gowin, Iwona Michałek, Marek Zagórski, Artur Zasada i Jacek Żalek), a także dwóch bezpartyjnych kandydatów z rekomendacji tej partii (Wojciech Murdzek i Andrzej Sośnierz). W Senacie znalazło się trzech członków partii (Adam Bielan, Andrzej Stanisławek i Andrzej Wojtyła) oraz trzy rekomendowane przez nią osoby bezpartyjne (Tadeusz Kopeć, Małgorzata Kopiczko i Konstanty Radziwiłł – dwoje ostatnich wstąpiło jednak w 2016 do PiS, natomiast Tadeusz Kopeć został członkiem Polski Razem). Adamowi Bielanowi przypadła funkcja wicemarszałka Senatu, Jacek Żalek został natomiast jednym z wiceprzewodniczących klubu PiS. Polska Razem wraz z PiS i Solidarną Polską weszła w skład koalicji rządowej. W rządzie Beaty Szydło Jarosław Gowin objął urzędy wicepremiera oraz ministra nauki i szkolnictwa wyższego. Rekomendowana przez Polskę Razem Anna Streżyńska została ministrem cyfryzacji. Kilka osób związanych z Polską Razem zostało także wiceministrami. Działacze partii objęli również (wskutek wyboru innych radnych do parlamentu) po jednym mandacie radnych w sejmikach małopolskim, warmińsko-mazurskim, pomorskim i mazowieckim.
W lipcu 2016 Grzegorz Piechowiak objął mandat poselski w miejsce działacza PiS, zostając dziewiątym posłem Polski Razem. W czerwcu 2017 do partii przystąpił wykluczony wcześniej z PiS radny sejmiku kujawsko-pomorskiego. W następnym miesiącu ugrupowanie straciło natomiast radną w sejmiku podlaskim, kiedy to Dorota Kędra-Ptaszyńska została wybrana na wójta gminy Boćki (we wcześniejszych wyborach po rezygnacji z tej funkcji Stanisława Derehajły, także działacza Polski Razem).
13 października 2017 ogłoszono plan powołania na bazie Polski Razem nowej partii, także będącej częścią koalicji rządzącej. Współpracę z Jarosławem Gowinem ponownie podjęło Stowarzyszenie „Republikanie” (w tym posłanka Magdalena Błeńska). Oprócz działaczy „Republikanów” akces do nowej partii zapowiedzieli, którzy opuścili partię KORWiN (na czele z jej byłym wiceprezesem Robertem Anackim) oraz środowiska samorządowe. 19 października oficjalną współpracę z Jarosławem Gowinem podjął Chrześcijański Ruch Samorządowy. 11 dni później do Polski Razem dołączył senator klubu PiS Józef Zając. Na kongresie 4 listopada 2017 Polska Razem przekształciła się w Porozumienie.

## Program
W swoim programie ugrupowanie kładło nacisk na zwiększenie wolności gospodarczej i politykę rodzinną.

### Zagadnienia ekonomiczne
Partia opowiadała się za wolnością gospodarczą. Do jej postulatów ekonomicznych należały:
- przywrócenie liberalnej ustawy Wilczka
- ograniczenie biurokracji, zmiana i uproszczenie przepisów (np. wprowadzenie zasady milczącej zgody) oraz likwidacja i połączenie niektórych urzędów
- równe opodatkowanie polskich i zagranicznych przedsiębiorstw
- zastąpienie podatku PIT podatkiem od funduszu płac[43][44]
- likwidacja podatku CIT i zamiast tego wprowadzenie podatku od przychodów w wysokości 1%
- sprzeciw wobec planów oskładkowania umów cywilnoprawnych[45]
- likwidacja ZUS (poprzez połączenie go z KRUS i administracją skarbową w jedną instytucję) i zastąpienie obecnego systemu emerytalnego emeryturami obywatelskimi (otrzymywałyby ją wszystkie osoby, które ukończyły 67. rok życia)[46]
- ograniczenie wydatków państwa z obecnych 44% do 35% PKB
- wyłączenie małych przedsiębiorstw (do 50 pracowników) z Kodeksu Pracy i regulowanie kwestii zatrudnienia w tych przedsiębiorstwach na podstawie Kodeksu Cywilnego
- liberalizacja prowadzenia działalności bukmacherskiej i ułatwienie organizowania i gry w pokera między graczami (zastosowanie modelu duńskiego)[47]

### Zagadnienia społeczne
W zakresie polityki rodzinnej partia proponowała likwidację obecnych mechanizmów polityki prorodzinnej (uznawanych przez nią za nieefektywne) i proponowała:
- wprowadzenie bonu wychowawczego
- zwiększenie roli rodziców w systemie edukacji

W zakresie edukacji Polska Razem postulowała likwidację gimnazjów. Sprzeciwiała się też przywilejom wynikającym z Karty Nauczyciela.
W zakresie ochrony zdrowia partia proponowała wprowadzenie opłat rejestracyjnych oraz ułatwienie nabywania przez lekarzy specjalizacji.
Ugrupowanie nie zajmowało oficjalnego stanowiska w kwestiach światopoglądowych (takich jak aborcja, zapłodnienie in vitro czy związki partnerskie), jednak jego politycy prezentowali poglądy konserwatywne.

### Zagadnienia ustrojowe
W kwestiach ustrojowych proponowała:
- system głosowania rodzinnego: rodzice lub opiekunowie otrzymaliby dodatkowe głosy w imieniu swoich niepełnoletnich dzieci[49]
- zniesienie zasady proporcjonalności wyborów – w zamian wprowadzenie ordynacji opartej na jednomandatowych okręgach wyborczych w wyborach do Sejmu
- likwidację finansowania partii politycznych z budżetu państwa
- możliwość podwyżki podatków tylko w drodze referendum[12]
- konstytucyjny zakaz uchwalania budżetu z deficytem

### Zagadnienia związane z Unią Europejską
Polska Razem określała się jako ugrupowanie eurorealistyczne (sytuujące się pomiędzy tzw. euroentuzjastami a eurosceptykami). Opowiadała się za referendami w sprawie każdego przeniesienia kompetencji polityki polskiej na politykę prowadzoną przez UE. Postulowała jednolity rynek europejski w celu zwiększenia konkurencyjności, jednak sprzeciwiała się akcesji Polski do strefy euro, dostrzegając jej nieefektywność (zdaniem PRJG ewentualna zmiana waluty może nastąpić jedynie w drodze referendum). Polska Razem chciała inwestowania środków unijnych w tworzenie nowych firm oraz miejsc pracy, a także w badania oraz innowacje. Opowiadała się za poszerzaniem UE o nowe kraje, a także za rozwiniętymi strefami wolnego handlu z USA, Indiami i sąsiadami UE, za rozwojem programu Erasmus, jak również za różnego rodzaju deregulacjami i oszczędnościami w ramach UE. Postulowała też wprowadzenie programu Polskiej Transformacji Energetycznej oraz sprzeciwiała się opodatkowaniu energii. Partia opowiadała się przeciwko powoływaniu sił zbrojnych na poziomie europejskim, popierając ścisłą współpracę z NATO. Postulowała utworzenie Uniwersytetu Partnerstwa Wschodniego. Opowiadała się za reagowaniem przez UE na przejawy dyskryminacji na tle narodowościowym oraz religijnym.

## Symbolika
Symbolem partii było zielone jabłko, przypominające kształtem Polskę i nazwa partii napisana granatowymi literami.

## Działacze

### Prezydium Zarządu Krajowego (ostatni skład)
Prezes:
- Jarosław Gowin

Wiceprezesi:
- Adam Bielan
- Jadwiga Emilewicz
- Marcin Ociepa
- Marek Zagórski

P.o. sekretarza generalnego:
- Stanisław Derehajło

Skarbnik:
- Dariusz Wieteska

Przewodniczący Rady Krajowej:
- Paweł Kowal

Pozostały członek:
- Michał Cieślak

W ostatnim okresie funkcjonowania partii w niespełna 30-osobowym zarządzie partii zasiadali także m.in. Kamil Bortniczuk, Andrzej Dąbrowski, Włodzimierz Fisiak, Tadeusz Kopeć, Stanisław Kruczek, Iwona Michałek, Krzysztof Oksiuta, Grzegorz Piechowiak, Andrzej Stanisławek, Andrzej Walkowiak, Artur Zasada i Jacek Żalek. Wiceprzewodniczącymi kierowanej formalnie przez Pawła Kowala (który we wrześniu 2015 zawiesił działalność partyjną) rady krajowej byli Dariusz Lipiński, Zbigniew Wojciechowski i Artur Zasada.
Organizacja młodzieżowa partii do stycznia 2016 nosiła nazwę Młodzi Razem Jarosława Gowina, następnie przyjęła nazwę Młoda Prawica. Jej prezesem został Jan Strzeżek. Organizacja ta została następnie młodzieżówką Porozumienia.

### Posłowie naSejmVIII kadencji
- Michał Cieślak
- Jarosław Gowin – wiceprezes Rady Ministrów, minister nauki i szkolnictwa wyższego
- Iwona Michałek
- Wojciech Murdzek (bezpartyjny)
- Grzegorz Piechowiak – od 19 lipca 2016 (zastąpił Maksa Kraczkowskiego z PiS)
- Andrzej Sośnierz (bezpartyjny)
- Marek Zagórski – sekretarz stanu w Ministerstwie Cyfryzacji
- Artur Zasada
- Jacek Żalek

Wszyscy posłowie Polski Razem należeli do klubu Prawa i Sprawiedliwości.

### SenatorowieIX kadencji (w klubiePiS)
- Adam Bielan – wicemarszałek Senatu
- Tadeusz Kopeć
- Andrzej Stanisławek
- Andrzej Wojtyła
- Józef Zając – od 30 października 2017 (wcześniej Prawo i Sprawiedliwość, wybrany z ramienia Polskiego Stronnictwa Ludowego)

Inni senatorowie Polski Razem w Senacie IX kadencji (początkowo bezpartyjni, potem wstąpili do PiS):
- Małgorzata Kopiczko
- Konstanty Radziwiłł – minister zdrowia

### Posłowie naSejmVII kadencji
- Andrzej Dąbrowski, dawniej Solidarna Polska i Polskie Stronnictwo Ludowe, wybrany z listy Prawa i Sprawiedliwości, klub Zjednoczona Prawica
- Jarosław Gowin – szef klubu Zjednoczona Prawica, wybrany z listy Platformy Obywatelskiej, klub Zjednoczona Prawica
- Andrzej Kania, wybrany z listy Platformy Obywatelskiej, klub Zjednoczona Prawica
- Jacek Żalek, wybrany z listy Platformy Obywatelskiej, klub Zjednoczona Prawica

Wcześniejsi posłowie Polski Razem:
- John Godson – do 27 czerwca 2014, wybrany z listy Platformy Obywatelskiej
- Przemysław Wipler – do 20 lutego 2014, wybrany z listy Prawa i Sprawiedliwości

### SenatorowieVIII kadencji
- Stanisław Iwan (bezpartyjny), wybrany z ramienia Platformy Obywatelskiej, niezrzeszony
- Kazimierz Jaworski, wcześniej Solidarna Polska, wybrany z ramienia Prawa i Sprawiedliwości, klub Zjednoczona Prawica
- Tadeusz Kopeć (bezpartyjny), wybrany z ramienia Platformy Obywatelskiej, niezrzeszony

### Posłowie doParlamentu EuropejskiegoVII kadencji (do 30 czerwca 2014)
- Adam Bielan, dawniej Polska Jest Najważniejsza, wybrany z listy Prawa i Sprawiedliwości
- Paweł Kowal, wcześniej Polska Jest Najważniejsza, wybrany z listy Prawa i Sprawiedliwości
- Marek Migalski, wcześniej Polska Jest Najważniejsza, wybrany z listy Prawa i Sprawiedliwości
- Artur Zasada, wybrany z listy Platformy Obywatelskiej

Wszyscy eurodeputowani Polski Razem należeli pod koniec kadencji do grupy Europejscy Konserwatyści i Reformatorzy.